# Ziatkowce
Ziatkowce (ukr. Зятківці) – wieś na Ukrainie w rejonie hajsyńskim należącym do obwodu winnickiego.
Prywatne miasto szlacheckie położone w województwie bracławskim było w 1789 roku własnością Alojzego Chołoniewskiego.

## Dwór
- murowany, parterowy dwór wybudowany w stylu klasycystycznym przebudowany na asymetryczny na przełomie XIX i XX w. przez Stanisława Chołoniewskiego[4]. Przed dworem balustrada, do wejścia prawadziły schody, na końcu lewego skrzydła piętrowy budynek z balkonem arkadowym. Obiekt zniszczony w 1917 r.[5]